# Settimana Internazionale di Coppi e Bartali 2018
La Settimana Internazionale di Coppi e Bartali 2018, trentatreesima edizione della corsa e ventesima con questa denominazione, valevole come evento del circuito UCI Europe Tour 2018 categoria 2.1 e della Ciclismo Cup 2018, si svolse dal 22 al 25 marzo 2018 su un percorso totale di 424,6 km, con partenza da Gatteo e arrivo a Montegibbio (Sassuolo). La vittoria fu appannaggio dell'italiano Diego Rosa, il quale completò il percorso in 10h12'36", precedendo l'olandese Bauke Mollema e l'ecuadoriano Richard Carapaz.
Sul traguardo di Montegibbio di Parigi 157 ciclisti, su 170 partiti da Gatteo, portarono a termine la competizione.

## Tappe
| Tappa  | Data     | Percorso                                                      | km    | Vincitore di tappa  | Leader cl. generale |
| ------ | -------- | ------------------------------------------------------------- | ----- | ------------------- | ------------------- |
| 1ª-1ª  | 22 marzo | Gatteo > Gatteo                                               | 97,8  | Pascal Eenkhoorn    | Pascal Eenkhoorn    |
| 1ª-2ª  | 23 marzo | Gatteo a Mare > Gatteo (cron. a squadre)                      | 13,3  | Team Sky            | Pascal Eenkhoorn    |
| 2ª     | 24 marzo | Riccione > Sogliano al Rubicone                               | 130   | Bauke Mollema       | Diego Rosa          |
| 3ª     | 25 marzo | Crevalcore > Crevalcore                                       | 171   | Christopher Lawless | Diego Rosa          |
| 4ª     | 26 marzo | Fiorano Modenese > Montegibbio (Sassuolo) (cron. individuale) | 12,5  | Jan Tratnik         | Diego Rosa          |
| Totale | Totale   | Totale                                                        | 424,6 |                     |                     |

## Squadre e corridori partecipanti
| N.      | Cod. | Squadra                         |
| ------- | ---- | ------------------------------- |
| 1-7     | SKY  | Team Sky                        |
| 11-17   | EFD  | Team EF Education First-Drapac  |
| 21-27   | MTS  | Mitchelton-Scott                |
| 31-37   | TLG  | Team Lotto NL-Jumbo             |
| 41-47   | MOV  | Movistar Team                   |
| 51-57   | TFS  | Trek-Segafredo                  |
| 61-67   | WIL  | Wilier Triestina-Selle Italia   |
| 71-77   | ANS  | Androni Giocattoli-Sidermec     |
| 81-87   | NIP  | Nippo-Vini Fantini-Europa Ovini |
| 91-97   | BRD  | Bardiani CSF                    |
| 101-107 | GAZ  | Gazprom-RusVelo                 |
| 111-117 | DMP  | Delko Marseille Provence KTM    |
| 121-127 | CJR  | Caja Rural-Seguros RGA          |

| N.      | Cod. | Squadra                      |
| ------- | ---- | ---------------------------- |
| 131-137 | CCC  | CCC Sprandi Polkowice        |
| 141-147 | FST  | Team Fortuneo-Samsic         |
| 151-157 | ICA  | Israel Cycling Academy       |
| 161-167 | WGG  | Wanty-Groupe Gobert          |
| 171-177 | WVA  | WB Aqua Protect Veranclassic |
| 181-187 | ABS  | Aqua Blue Sport              |
| 191-197 | SMV  | Sangemini-MG.K Vis           |
| 201-207 | AMO  | Amore & Vita-Prodir          |
| 211-217 | ONE  | ONE Pro Cycling              |
| 221-227 | BIC  | Biesse Carrera Gavardo       |
| 231-237 | TRE  | Trevigiani Phonix-Hemus 1896 |
| 241-247 | MST  | MsTina Focus                 |

## Dettagli delle tappe

### 1ª tappa - 1ª semitappa
- 22 marzo: Gatteo > Gatteo – 97,8 km

Risultati
| Pos. | Corridore        | Squadra     | Tempo    |
| ---- | ---------------- | ----------- | -------- |
| 1    | Pascal Eenkhoorn | Lotto NL    | 2h12'43" |
| 2    | Lawson Craddock  | Educ. First | a s.t.   |
| 3    | Davide Ballerini | Androni     | 1'07"    |

| Pos. | Corridore        | Squadra     | Tempo    |
| ---- | ---------------- | ----------- | -------- |
| 1    | Pascal Eenkhoorn | Lotto NL    | 2h12'37" |
| 2    | Lawson Craddock  | Educ. First | a 2"     |
| 3    | Davide Ballerini | Androni     | a 1'05"  |

### 1ª tappa - 2ª semitappa
- 24 marzo: Gatteo a Mare > Gatteo – Cronometro a squadre – 13,3 km

Risultati
| Pos. | Squadra               | Tempo  |
| ---- | --------------------- | ------ |
| 1    | Team Sky              | 14'44" |
| 2    | CCC Sprandi Polkowice | a 10"  |
| 3    | Mitchelton-Scott      | a 10"  |

| Pos. | Corridore           | Squadra     | Tempo    |
| ---- | ------------------- | ----------- | -------- |
| 1    | Pascal Eenkhoorn    | Lotto NL    | 2h27'32" |
| 2    | Lawson Craddock     | Educ. First | a 12"    |
| 3    | Christopher Lawless | Sky         | a 1'02"  |

### 2ª tappa
- 23 marzo: Riccione > Sogliano al Rubicone – 130,0 km

Risultati
| Pos. | Corridore      | Squadra  | Tempo    |
| ---- | -------------- | -------- | -------- |
| 1    | Bauke Mollema  | Trek     | 3h36'23" |
| 2    | Diego Rosa     | Sky      | a 2"     |
| 3    | Giulio Ciccone | Bardiani | a 3"     |

| Pos. | Corridore     | Squadra  | Tempo    |
| ---- | ------------- | -------- | -------- |
| 1    | Diego Rosa    | Sky      | 6h04'53" |
| 2    | Bauke Mollema | Trek     | a 7"     |
| 3    | Koen Bouwman  | Lotto NL | a 26"    |

### 3ª tappa
- 24 marzo: Crevalcore > Crevalcore – 171,4 km

Risultati
| Pos. | Corridore           | Squadra   | Tempo    |
| ---- | ------------------- | --------- | -------- |
| 1    | Christopher Lawless | Sky       | 3h47'53" |
| 2    | Paolo Totò          | Sangemini | s.t.     |
| 3    | Lorenzo Rota        | Bardiani  | s.t.     |

| Pos. | Corridore       | Squadra  | Tempo    |
| ---- | --------------- | -------- | -------- |
| 1    | Diego Rosa      | Sky      | 9h52'46" |
| 2    | Bauke Mollema   | Trek     | a 7"     |
| 3    | Richard Carapaz | Movistar | a 38"    |

### 4ª tappa
- 25 marzo: Fiorano Modenese > Montegibbio (Sassuolo) – Cronometro individuale – 12,5 km

Risultati
| Pos. | Corridore          | Squadra  | Tempo  |
| ---- | ------------------ | -------- | ------ |
| 1    | Jan Tratnik        | CCC      | 19'22" |
| 2    | Diego Rosa         | Sky      | 28"    |
| 3    | Víctor de la Parte | Movistar | 32"    |

| Pos. | Corridore       | Squadra  | Tempo     |
| ---- | --------------- | -------- | --------- |
| 1    | Diego Rosa      | Sky      | 10h12'36" |
| 2    | Bauke Mollema   | Trek     | a 20"     |
| 3    | Richard Carapaz | Movistar | a 1'02"   |

## Evoluzione delle classifiche
| Tappa              | Vincitore           | Classifica generale Maglia bianca | Classifica scalatori Maglia verde | Classifica a punti Maglia rossa | Classifica giovani Maglia arancione | Classifica a squadre |
| ------------------ | ------------------- | --------------------------------- | --------------------------------- | ------------------------------- | ----------------------------------- | -------------------- |
| 1ª-1ª              | Pascal Eenkhoorn    | Pascal Eenkhoorn                  | Lawson Craddock                   | Pascal Eenkhoorn                | Pascal Eenkhoorn                    | Team Lotto NL-Jumbo  |
| 2ª-1ª              | Team Sky            | Pascal Eenkhoorn                  | Lawson Craddock                   | Pascal Eenkhoorn                | Pascal Eenkhoorn                    | Team Lotto NL-Jumbo  |
| 2ª                 | Bauke Mollema       | Diego Rosa                        | Lawson Craddock                   | Bauke Mollema                   | Iván Ramiro Sosa                    | Movistar Team        |
| 3ª                 | Christopher Lawless | Diego Rosa                        | Lawson Craddock                   | Christopher Lawless             | Lucas Hamilton                      | Movistar Team        |
| 4ª                 | Jan Tratnik         | Diego Rosa                        | Lawson Craddock                   | Christopher Lawless             | Pavel Sivakov                       | Movistar Team        |
| Classifiche finali | Classifiche finali  | Diego Rosa                        | Lawson Craddock                   | Christopher Lawless             | Pavel Sivakov                       | Movistar Team        |

## Classifiche finali

### Classifica generale - Maglia bianca
| Pos. | Corridore       | Squadra      | Tempo     |
| ---- | --------------- | ------------ | --------- |
| 1    | Diego Rosa      | Sky          | 10h12'36" |
| 2    | Bauke Mollema   | Trek         | a 20"     |
| 3    | Richard Carapaz | Movistar     | a 1'02"   |
| 4    | Pavel Sivakov   | Sky          | a 1'44"   |
| 5    | Koen Bouwman    | Lotto NL     | s.t.      |
| 6    | Fausto Masnada  | Androni      | a 1'51"   |
| 7    | Lucas Hamilton  | Mitchelton   | a 1'58"   |
| 8    | C. Juul Jensen  | Mitchelton   | a 2'14"   |
| 9    | Neilson Powless | Lotto NL     | a 2'34"   |
| 10   | Giulio Ciccone  | Bardiani CSF | a 2'36"   |